# 惡魔城X 血之輪迴
《恶魔城X 血之轮回》是由科樂美開發的平台動作遊戲。该作也是唯一一部PC Engine平台外设SUPER CD-ROM2上的恶魔城系列作品。遊戲在2018年10月26日發售《惡魔城安魂曲: 月下狂想曲 & 血之輪迴 - HD合輯》，推出平台為PlayStation 4。

## 劇情
美好的過去時代，人們生活在繁榮與和平中；彷彿遙遠過去那不安的日子從來沒有到來過一般……人人都如此相信著。
但繁榮與和平的背後必有著邪惡者存在，他們扼殺人們的繁榮，使和平墮落，企圖使黑暗之力復甦並創造一個新的邪惡世界。
百年之後，邪惡者們再度聚集，使惡魔城城主德古拉伯爵復活了。

## 角色
- 希達·貝爾蒙多（配音員：堀川仁）

貝爾蒙多一族的末裔，能夠解放副武器的秘密力量─副武器粉碎。
- 安妮特·納德（配音員：本田あつ子）

遭德古拉綁架者之一，為里希達·貝爾蒙多的戀人。
- 瑪莉亞·納德（配音員：鐵炮塚葉子）

遭德古拉綁架者之一，安妮特‧里納德的妹妹。
- 提拉（配音員：村田博美）

遭德古拉綁架者之一，熱情的教會修女。
- 伊莉絲（配音員：安田あきえ）

遭德古拉綁架者之一，鎮上醫生之女。
- 夏夫特（配音員：梁田清之）

黑暗神官，企圖使德古拉復活。
- 德古拉（配音員：石丸博也）

支配邪惡與黑暗的魔王，與貝爾蒙多一族多次死鬥的宿敵。

## 遊戲特色
遊戲開頭與結尾採用了過場動畫，但並未獲得好評。
首添特殊攻擊─副武器粉碎，搭配不同的副武器並消耗大量心使出各種強力的必殺技。
除德古拉以外的BOSS無傷過關即可獲得一隻殘機，但BOSS多有設計死亡前的最後一擊且極難迴避(注意這一擊雖然會扣血但不會令玩家死亡)。

## 外部連結
- 悪魔城ドラキュラシリーズ総合サイト （页面存档备份，存于）（日語）